# Amonal
Amonal – kruszący materiał wybuchowy, rodzaj amonitu. Są to  mieszaniny wybuchowe złożone z azotanu amonu, aluminium i trotylu lub innego silnego materiału wybuchowego, np. DNT lub RDX. Mają wysoką temperaturę produktów wybuchu, ze względu na silnie egzotermiczną reakcję utleniania glinu, która w amonalach przebiega głównie zgodnie z równaniem:
2Al + 3CO
2 → Al
2O
3 + 3CO     ΔE = −180,7 kcal
oraz
2Al + 3H
2O → Al
2O
3 + 3H
2
Dwutlenek węgla i para wodna pochodzą z wybuchu trotylu i azotanu amonu.
Aluminium stosowane było początkowo w postaci pyłu, później opiłków lub płatków. Zwiększenie rozmiaru cząstek nie pogorszyło właściwości produktu, a spowolniło proces utleniania aluminium podczas przechowywania ładunków. Początkowo amonale zawierały 2–3% węgla drzewnego, później z niego zrezygnowano, gdyż nie przynosił korzyści.
Azotan amonu stosowany w amonalach musi być wysokiej czystości, gdyż zanieczyszczenia, zwłaszcza chlorki znacząco przyspieszają utlenianie aluminium podczas przechowywania. 
Zostały wprowadzone do użycia na początku XX w. Stosowane były pierwotnie przede wszystkim w kopalniach, później w robotach ziemnych. Militarnie wykorzystywane były głównie jako ładunek torped, bomb głębinowych i min morskich podczas obu wojen światowych oraz do napełniania pocisków artyleryjskich podczas I wojny światowej.

## Przykłady amonali
- alumatol – 77% azotanu amonu, 20% trotylu 3% glinu i 3% węgla[4]
- amonal angielski i amonal rosyjski – 65% azotanu amonu, 15% trotylu 17% glinu i 3% węgla[5][2]
- amonale rosyjskie – 76,5% azotanu amonu, 16% trotylu 7,5% glinu lub 68% azotanu amonu, 15% trotylu 17% glinu, lub  65% azotanu amonu, 15% trotylu 20% glinu[2]
- amonal francuski – 65% azotanu amonu, 15% trotylu, 10% glinu, 10% węgla[5]
- amonal niemiecki – 54% azotanu amonu, 30% trotylu, 16% glinu[5]
- amonal T (austriacki) – 45% azotanu amonu, 30% trotylu, 23% glinu, 2% czerwonego węgla drzewnego[5][2]
- minol – 40% azotanu amonu, 40% trotylu, 20% glinu[6]

Niektóre amonale nie zawierały trotylu.